# Longford
Longford (Irsk: An Longfort) er en irsk by i County Longford i provinsen Leinster, i den centrale del af Republikken Irland med en befolkning (inkl. opland) på 8,836 indb i 2006 (7,557 i 2002)